# Metin Göktepe
Metin Göktepe (ur. 10 kwietnia 1968 we wsi Çipil k. Gürünu, zm. 8 stycznia 1996 w Stambule) – kurdyjski dziennikarz, fotoreporter i działacz społeczny, ofiara represji policyjnych.

## Życiorys
Urodził się w wielodzietnej rodzinie kurdyjskiej we wsi Çipil. Uczył się w Sivasie, a następnie w Stambule dokąd przeniósł się wraz z rodziną. W 1989 rozpoczął studia z zakresu finansów publicznych na Wydziale Ekonomicznym Uniwersytetu Stambulskiego. W tym czasie został wprowadzony przez brata i siostrę do organizacji studenckiej. W 1982 opublikował swoje pierwsze teksty w czasopiśmie Gercek, od 1995 pracował jako dziennikarz i fotoreporter w lewicowym czasopiśmie Evrensel.

## Okoliczności śmierci
4 stycznia 1996 Metin Göktepe udał się na cmentarz Alibeyköy, gdzie miał się odbyć pogrzeb dwóch działaczy lewicowych, którzy zmarli w więzieniu wskutek tortur – Rızy Boybaşa i Orhana Özena. Dziennikarz nie został wpuszczony na cmentarz, a następnie zatrzymany przez policję. Umieszczony wraz z innymi zatrzymanymi w hali sportowej Eyüp został pobity przez funkcjonariuszy policji. W tym czasie poczuł się źle i został zabrany w inne miejsce. Po konsultacji z prawnikiem, reprezentującym Metina Göktepe, prokurator prowadzący sprawę obiecał, że dziennikarz zostanie zwolniony wieczorem i będzie odpowiadał z wolnej stopy. Wieczorem nieznana osoba zadzwoniła do redakcji pisma Evrensel informując, że Göktepe został zatłuczony na śmierć przez policjantów. W opinii prokuratury, Göktepe został zwolniony z aresztu, który opuścił samodzielnie i został znaleziony martwy 100 metrów od miejsca zatrzymania. Sekcja zwłok wykazała, że przyczyną śmierci był krwotok wewnętrzny spowodowany pobiciem. Akt oskarżenia objął dziesięciu funkcjonariuszy policji, z których pięciu skazano na kary więzienia, ale nie udało się ustalić, który z nich odpowiadał za śmierć zatrzymanego. Policjanci wyszli na wolność po spędzeniu 1 roku i 8 miesięcy w więzieniu.

## Pamięć
Imię Metina Göktepe nosi nagroda przyznawana corocznie przez czasopismo Evrensel dziennikarzom, którzy w swoim zawodzie zachowują niezależność, mimo zagrożeń, na które są narażeni.